# Dette publique de la France
La dette publique de la France est la dette émise par l’ensemble des administrations publiques françaises, regroupant ainsi l'ensemble des engagements financiers, sous forme d'emprunts, pris par l’État (y compris les organismes divers d'administration centrale, les collectivités territoriales et les organismes publics français (administrations de sécurité sociale…). La dette publique française est la somme des déficits publics annuels cumulés.
Le montant à rembourser par les administrations publiques est brut : il ne tient pas compte des actifs, et ne constitue qu'une des composantes du patrimoine net. Il ne tient pas compte non plus des engagements hors bilan, qui en France représentent plusieurs fois le montant de la dette brute.
L'endettement public a connu au cours de son histoire de grandes variations, et est l'une des causes de la Révolution française. Les guerres mondiales le pousseront à des niveaux considérables avant une chute durant les Trente Glorieuses. Le défaut de paiement (comme la banqueroute des Deux-Tiers), l'inflation, la dévaluation, et une hausse des recettes publiques ont été les moyens de la réduire.
La croissance de l'endettement des principaux pays développés, à partir des années 1980, a conduit certains économistes à définir et évaluer la soutenabilité de la dette publique à long terme d'un pays. La persistance de déficits publics élevés remet en cause cette soutenabilité. L'Organisation de coopération et de développement économiques considérait en 2016 que la probabilité de défaut de paiement était quasiment nulle dans la plupart des pays avancés, à l'exception notable du Japon, de l'Italie et, dans une moindre mesure, de la France.
L'appartenance de la France à la zone euro, depuis 1999, nécessite, pour éviter les phénomènes de passager clandestin et pour garantir une stabilité macroéconomique de la zone euro, de respecter des critères définis en 1992 par le traité de Maastricht et renforcés par le Traité sur la stabilité, la coordination et la gouvernance (TSCG) signé le 2 mars 2012 et entré en vigueur le 1er janvier 2013, dont notamment :
- un déficit public annuel qui ne devrait pas excéder 3 % du PIB ;
- une dette publique « au sens de Maastricht » qui devrait rester inférieure à 60 % du PIB, sauf circonstances « exceptionnelles ou temporaires »…
- …ou, lorsque la dette dépasse cette limite, un objectif à moyen terme de baisse de cette dette sur des périodes glissantes de trois ans, de chaque année au moins 0,5 % du PIB et au moins un vingtième de l'excès par rapport aux 60 %.

De 2007 à 2017, la France ne respectait aucun de ces critères. Aussi a-t-elle fait l'objet d'une procédure de déficit excessif dont elle est sortie en juin 2018, la Commission européenne estimant que le déficit serait inférieur à 3 % pendant trois années consécutives de 2017 à 2019. Fin juin 2024, la Commission européenne engage une nouvelle procédure de déficit excessif à l'encontre de la France.

Encours de dette publique au sens de Maastricht (en milliards d'euros courants et en % du PIB) avec indication de la couleur politique du gouvernement au pouvoir.

Depuis 1975, le budget de l'État français a toujours été en situation de déficit.
La dette publique française, estimée « au sens de Maastricht » par l'Institut national de la statistique et des études économiques, a connu une trajectoire ascendante continue depuis les années 1980, en valeur absolue comme rapportée au PIB.
La dette publique française s'élevait  55,8 % du PIB à la fin de 1995, 66,8 % du PIB à la veille de la crise économique mondiale de 2008. Son montant s'élève 112 % du PIB et se chiffre à 3 228,4 milliards d'euros à la fin du deuxième trimestre 2024
La dette publique française n'a cessé d'augmenter de la fin du XXe siècle au premier quart du XXIe siècle, les causes de cette augmentation sont multifactorielles et font l'objet des débats politiques et économiques qui mettent l'accent suivant leurs orientations sur l'une ou l'autre des causes: dépenses durablement supérieures aux recettes, déficits relatifs aux pensions de retraites, choix de la dette en situation de taux d'intérêt négatif, fonctionnement des gouvernements, baisse de ressources fiscales non compensées, crises et chocs économiques.
En 2024, la situation budgétaire de la France est particulièrement dégradée et le ministère de l'Économie et des Finances estime le déficit public annuel à 6 % du PIB. Sans réforme, le déficit public devrait continuer de se dégrader et est projeté à 7 % du PIB en 2025.

## Définitions et mesures

### Définitions

#### Définitions officielles
La dette publique de la France est l'ensemble des engagements des personnes morales de droit public français, ce qui comprend non seulement l'État central, mais aussi les collectivités territoriales et les administrations de sécurité sociale. La dette publique doit être distinguée de la dette totale d'un pays qui comprend dette publique et dette privée, cette dernière se décomposant en dette des ménages, des entreprises non financières, et des entreprises du secteur financier.
L'Institut national de la statistique et des études économiques définit la dette de l'État est l'ensemble des emprunts que ce dernier a émis ou garantis et dont l'encours (c'est-à-dire le montant total des emprunts) résulte de l'accumulation des déficits de l'État. L'Agence France Trésor, elle, définit la dette publique comme la dette de l’État est le total des engagements financiers de l'État, résultant du cumul des besoins de financement de l'État, c'est-à-dire de la différence, année après année, entre ses produits (recettes fiscales, produits de privatisations, etc.) et ses charges (dépenses budgétaires, prises de participation, etc.).
La dette publique est la somme des déficits publics cumulés. La dette est principalement issue d'emprunts réalisés sur les marchés financiers par le biais de la vente, par l'Agence France Trésor, de titres de dette publique (OAT). La dette est un moyen pour la France de consommer maintenant des ressources (de la richesse) qu'elle devra rembourser plus tard.
Gaston Jèze souligne que la dette publique renvoie au montant global des obligations pécuniaires contractées par l'État à titre d'emprunt, quelle que soit la modalité de l'emprunt : dette publique consolidée ou perpétuelle (emprunt non remboursable); dette publique à long terme (emprunt remboursable, mais à longue échéance); dette publique flottante (emprunt remboursable à un terme prochain, en particulier ne dépassant pas une année.
Afin d'harmoniser leurs méthodes de comptabilité de la dette publique, les États de l'Union européenne utilisent une méthode dite au sens de Maastricht, qui s'est progressivement imposée. Dans le cadre de cette méthode, la dette publique est évaluée en valeur nominale, c'est-à-dire à la valeur de remboursement du principal. Ainsi, les intérêts courus non échus ou les fluctuations des cours des titres ne sont pas compris dans l'évaluation des instruments, alors que la réévaluation de la valeur de remboursement des titres indexées sur l'inflation est prise en compte. Les dettes des administrations les unes envers les autres sont neutralisées ; ainsi les dettes publiques sont consolidées. Elle ne tient pas compte des engagements hors bilan, qui sont reconnus dans les systèmes comptables internationaux (International Financial Reporting Standards et International Public Sector Accounting Standards).

#### Dette intérieure et dette extérieure
La dette publique peut être divisée en une dette intérieure, détenue par les agents résidents en France, et la dette extérieure, qui désigne l'ensemble de l'endettement français envers des agents économiques étrangers. En 2023, un peu plus de 50 % de la dette publique est détenue par des agents étrangers, dont la moitié de cette moitié par des agents résidents en Europe.

#### Fruit des déficits
La dette publique française est le fruit de l'accumulation des déficits de la France. Depuis 1975, le budget de l'État français a toujours été en situation de déficit,. Chaque année, la loi de finances établit un tableau de financement, qui fait 

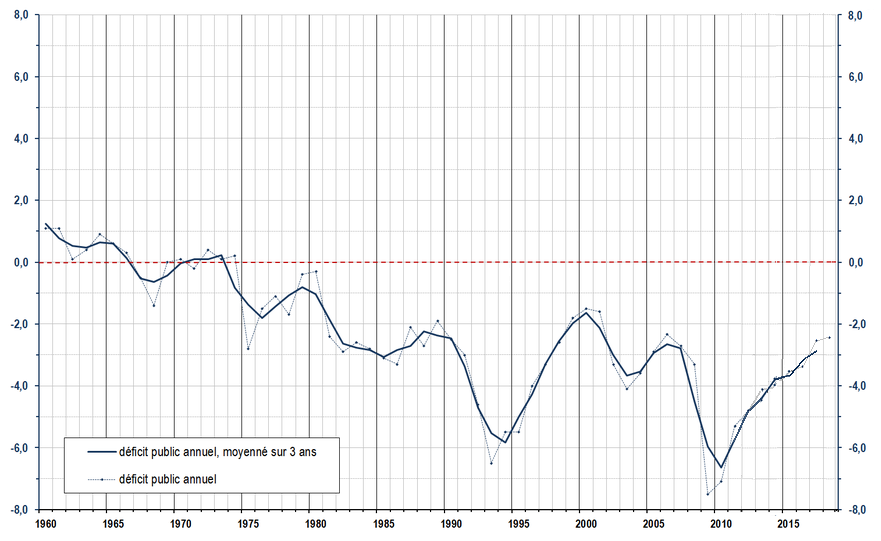
Excédents (+) et déficits (-) publics de la France en pourcentage du PIB (1960-2015)

ressortir les deux principaux besoins de financement : le déficit à financer d'une part, et l'amortissement (le remboursement) de la dette d’autre part. Cela est résumé dans l'article d'équilibre. Toutefois, l'accroissement de la dette publique au cours d'une année n'est jamais strictement égal au déficit public de l'année. Elle n'est qu'un des moyens d'assurer le financement de l’État, et d'autres éléments peuvent jouer (mais toujours de façon marginale) : acquisition ou cession d'actifs, augmentation ou réduction de trésorerie, raccourcissement ou allongement de délais de paiement, etc.,.
Il faut noter également qu'un excédent primaire (hors service de la dette) ne garantit pas un solde budgétaire positif, car la puissance publique doit, en plus de son déficit, rémunérer les titres de sa dette publique. Par exemple, en 2006 et 2007, le budget de l’État a été en excédent primaire (+ 0,7 milliard d'euros pour 2007), mais le solde budgétaire final est resté négatif en raison des intérêts à payer sur la dette.

#### Addition de la valeur des obligations négociables et des dettes non négociables
La dette de l'État comprend une dette négociable contractée sous forme d'instruments financiers échangeables sur les marchés financiers (obligations et bons du Trésor) et une dette non négociable, correspondant aux dépôts de certains organismes (collectivités territoriales, établissements publics, etc.) sur le compte du Trésor. Selon Eurostat, à la fin de 2021, la dette à long terme atteignait 2 550 702 M€, celle à court terme 208 966 M€.

### Mesures

#### Passif du bilan
La dette publique est le principal élément du passif du bilan des administrations publiques françaises (APU). Le passif d'un organisme public est l'ensemble des obligations actuelles de l'entité, résultant d'événements passés, et dont la satisfaction résultera a priori en une sortie de l'entité de ressources représentant des avantages économiques ou un potentiel de services. L'intérêt de cette définition est de montrer la particularité du secteur public en reliant la sortie de ressources au potentiel de services.
La dette publique regroupe les dettes contractées par l'ensemble des administrations publiques au sens des comptes nationaux : l'État, les organismes divers d'administration centrale (ODAC), les administrations publiques locales et les administrations de sécurité sociale auprès de prêteurs privés ou publics, français ou non, sous forme d’emprunts d'État (obligation assimilable du Trésor, bon du Trésor à intérêts annuels, bon du Trésor à taux fixe et à intérêt précompté, Euro Medium Term Notes) et autres emprunts ; elle ne comprend pas les produits dérivés et les autres comptes à payer, tels que les factures impayées, dont l'importance est bien moindre, mais qui figurent aussi dans le passif comptable.

#### Hors bilan
La France dispose d'un hors bilan important, à savoir d'actifs pouvant être définis comme des actifs potentiels résultant d'événements passés et dont l'existence ne sera confirmée que par la survenance (ou non) d'un ou plusieurs événements futurs incertains qui ne sont pas totalement sous le contrôle de l'entité. Une action en justice intentée par l'entité et dont le résultat est incertain en est un exemple. Eurostat donne une définition voisine des engagements conditionnels.
Il peut s'agir d'une obligation potentielle résultat d'événements passés et dont l'existence ne sera confirmée que par la survenance (ou non) d'un ou plusieurs événements futurs incertains qui ne sont pas sous le contrôle de l'entité ; ou encore d'une obligation actuelle résultant d'événements passés mais qui n'est pas comptabilisée (il n'est pas probable qu'une sortie de ressources représentatives d'avantages économiques ou d'un potentiel de services sera nécessaire pour éteindre l'obligation ; ou car le montant de l'obligation ne peut être évalué avec une fiabilité suffisante).
Il faut noter que les définitions plus haut ne s’appliquent pas aux sommes dues au titre des futures pensions de retraite. Selon la norme internationale de comptabilité publique no 25 celles-ci doivent apparaître dans le bilan, au passif, (pour le plan comptable général français, traduites par des provisions au compte 153), et non hors bilan. Cependant, en dépit de l’obligation légale qui prévoit l'application des normes comptables des entreprises privées à l’État sauf en raison des spécificités de son action, les administrations publiques françaises ont rejeté hors bilan les engagements à cet égard, et il en sera donc beaucoup question dans la suite : elles représentent l'essentiel des sommes en jeu, comme on le verra.
Cette question reste ouverte, au niveau français et international. Elle est sensible en raison des montants en jeu, estimés par l'INSEE à 3,7 fois le PIB – c'est-à-dire que leur prise en compte porterait la dette publique française à environ 470 % du PIB, –, et des implications politiques pour les États. Ce facteur est particulièrement important lorsqu'on fait des comparaisons avec d'autres pays, ou d'autres époques françaises, selon le poids et l'appartenance (ou pas) du système de retraite général (en plus du système de retraite propre aux administrations) au périmètre des administrations.

#### Agrégats mesurés
Si la dette au sens de Maastricht est celle qui est le plus souvent utilisée, les instituts statistiques mesurent plusieurs agrégats de dette publique :
- l'Insee calcule le total des passifs bruts en comptabilité nationale, établis pour la plupart en valeur de marché. Ce montant n'est pas consolidé, donc les éléments de dette détenus par une administration sur une autre y sont comptabilisés (3 090 milliards d'euros fin 2017) ;
- l'OCDE exclut les actions et parts de fonds d’investissement ainsi que les produits dérivés des comptes à payer (2 807 milliards d'euros fin 2017) ;
- la dette au sens de Maastricht retient les dettes financières brutes, en ce sens que les actifs financiers ne sont pas soustraits des éléments de passif, et consolidées : les éléments de dette détenus par une administration publique sur une autre ne sont pas comptabilisés (2 258 milliards d'euros fin 2017) ;
- l'Insee mesure également la dette publique nette, égale à la différence entre la dette au sens de Maastricht et les actifs exigibles (dépôts, crédits, titres de créance) détenus par les administrations publiques sur les autres secteurs, évalués à leur valeur de marché (2 055 milliards d'euros fin 2017).

L'augmentation de la dette par rapport au PIB entre 2008 et 2017 se vérifie quel que soit l'agrégat retenu.

#### Indicateurs
La dette publique peut être rapportée au nombre d'habitants. Selon le rapport de la Cour des comptes sur la situation et les perspectives des finances publiques rendu public en juin 2017, cet endettement était, fin 2016, de 32 000 euros par habitant.
La dette publique française est parfois présentée dans le cadre d'une comparaison internationale. Le système de Maastricht permet dans ce cas d'harmoniser la manière dont les dettes sont comptabilisées. En 2021, avec une dette publique à 112,8 % du PIB, la France est le cinquième pays le plus endetté de l'Union européenne ; c'est aussi celui qui a (ex-æquo avec le Portugal) passé le plus grand nombre d'années en procédure pour déficit excessif depuis 2002.
On peut distinguer la valeur nominale et la valeur réelle de la dette. La valeur réelle de la dette est la valeur nominale corrigée de l'inflation. Aussi, la présentation de la dette publique comme rapportée au PIB permet de distinguer la dette en valeur absolue et en valeur relative : lorsque la dette publique augmente mais que le PIB augmente plus vite encore, l'indicateur de dette publique sur PIB se replie.
La dette publique, enfin, peut être rapportée aux actifs publics, c'est-à-dire tout ce que la puissance publique possède. Ainsi, l'Observatoire français des conjonctures économiques faisait remarquer en 2009 que la dette publique était inférieure à l'ensemble des actifs publics, évalués à 75 % du PIB (y compris les actifs incessibles tels que les écoles, hôpitaux, routes, etc.). En 2017, le solde comptable entre actifs et passifs des administrations publiques s'élevait à 190 milliards d'euros, soit environ 8 % du PIB. Le Conseil d'orientation des retraites rappelle que les droits acquis à pension de retraite à supporter par les administrations, évalués entre 6 837 G€) et 9 804 G€ (soit 3 à 4 fois le PIB) ont été comptabilisés hors bilan comme s'ils n'étaient pas dus et ne sont donc pas intégrés dans le calcul de ce solde.

#### Notation des agences de notation
La dette publique française fait l'objet de notations par des grandes agences de notation financière. En janvier 2012, Standard & Poor's avait dégradé la note de la dette publique française, l'abaissant de AAA (meilleure notation existante sur une échelle de 22) à AA+, puis avait en novembre 2013 à nouveau abaissé cette note à AA ; en octobre 2016, elle maintient la note AA mais passe sa perspective de « négative » à « stable ».
Standard and Poor’s dégrade à nouveau la notation de la dette publique de l’État français le 31 mai 2024 de AA à AA-, mais les autres agences de notation Fitch et Moody’s ont confirmé la notation de la dette publique française.

## Périmètre

### Ensemble
L’ensemble de la dette (brute) des administrations publiques (passifs financiers), 3 031 milliards d'euros à fin 2016, équivaut à 239 % de leur patrimoine financier qui se montait à 1 269 milliards d'euros. La dette nette, 1 762 milliards d'euros, est équivalente à 79 % de la richesse produite par la France au cours de l’année 2016 : 2 229 milliards d'euros ; même si la comparaison entre un flux (création de richesses) et un stock (quantité de dettes) requiert des précautions d'analyse, son intérêt est de permettre des comparaisons entre pays.

### Dette publique et actifs publics
Le solde net du patrimoine au bilan des administrations publiques est estimé par l'Insee. Fin 2021, le patrimoine des administrations publiques croît de 186 milliards d’euros, après une dégradation de 122 milliards d’euros en 2020. Il s’élève ainsi à 375 milliards d’euros, soit 2,0 % du patrimoine économique national.
Par comparaison, le solde net du patrimoine de tous les agents économiques français (patrimoines nets des sociétés financières, sociétés non financières, administrations publiques, ménages, et institutions sans but lucratif) était estimé par l'INSEE à environ 18 906 milliards d'euros à fin 2021, dont 14 600 milliards d'euros des ménages.
|                                | Valeur nette | Fonds propres |
| ------------------------------ | ------------ | ------------- |
| Économie nationale (1)         | 18 906,1     |               |
| Dont sociétés non financières  | 3 295,4      | 13 682,2      |
| Dont sociétés financières      | 635,8        | 3 647,1       |
| Dont administrations publiques | 374,7        |               |
| Dont ménages                   | 14 427,1     |               |
| Dont ISBL                      | 173          |               |
| Reste du monde (2)             | 64,9         |               |
| Total (1)+(2)                  | 18 971       |               |

En 2021, la décomposition par secteurs des administrations publiques (en milliards d'euros) était la suivante : 374,7 Md€ pour les administrations publiques au total, dont -1 577,2 Md€ pour les administrations centrales, 1 757 Md€ pour les administrations publiques locales, et 194,5 Md€ pour les administrations de sécurité sociale.

### Service et charge de la dette
Le service de la dette représente le paiement annuel des échéances (capital plus intérêts) des emprunts souscrits. La charge de la dette représente le paiement des intérêts seuls. Le montant total du service de la dette pour l'ensemble des administrations n'est pas connu. Celui de l’État (au sens strict) l'est, par les chiffres en loi de finance et ceux de l'Agence France Trésor, qui donne les montants remboursée et ceux des intérêts versés. Il peut varier dans des proportion sensibles selon les années, en fonction de la maturité des OAT. L’État rembourse avec de l'argent qu'il réemprunte, et qu'il peut à loisir convertir une OAT arrivant à échéance une année donnée, en une autre OAT d'échéance différente, plus longue ou plus courte.
Pour l’État Stricto sensu, le service de la dette (intérêts et capital) représente environ la moitié de son budget (avec les précautions d’interprétation mentionnées plus haut). Il était par exemple de 161,2 milliards d'euros en projet de loi de finances pour 2018. Le remboursement du capital relatif aux emprunts de l'État est considéré comme une opération de trésorerie : des emprunts nouveaux permettent d'assurer ce remboursement en capital et une partie des intérêts à travers la couverture du déficit de l'État. Ainsi, l'article 28 du projet de loi de finances pour 2018 prévoit de nouveaux emprunts à hauteur de 120 milliards d'euros pour rembourser les emprunts échus et 80 milliards d'euros pour couvrir le déficit prévisionnel de l'État.

### Engagements hors bilan
Chaque année, le compte général de l'État dresse un tableau de synthèse des principaux engagements hors bilan évaluables et autres informations.
En 2005, le rapport Pébereau estimait le montant supplémentaire de dette publique compris entre 790  et   1 000 milliards d'euros. En 2015, le hors bilan était estimé à 3 200 milliards €, en sus des 2 000 milliards € « au sens de Maastricht »; les dettes totales des administrations françaises, au sens des normes comptables internationales (IFRS et IPSAS) atteignaient donc plus de 5 200 milliards € ; les engagements hors bilan représentent 158 % du PIB et ont été multipliés par 3,5 en dix ans. Cette évolution est cohérente avec celle du patrimoine des administrations publiques françaises, bien que ce dernier ne retrace que le bilan.
En 2017, la Cour des comptes recensait dans son rapport sur la certification des comptes de l'État pour l'exercice 2016 plus de 4 000 milliards d'euros d'engagements hors bilan de l'État, dont 2 352 milliards d'euros pour les retraites. Ce rapport contient un inventaire des principaux engagements hors bilan :
| Engagements de retraite                                                          | 2 352 Mds €, dont 2 139 Mds€ pour les fonctionnaires de l'État et 147 Mds€ pour les fonctionnaires de La Poste                                                                |
| Dette garantie par l'Etat                                                        | 195 Mds € |
| Garanties liées à des missions d'intérêt général                                 | 500 Mds €, dont 406 Mds € de garantie des livrets d'épargne réglementés et 77 Mds € au titre de la COFACE                                                                     |
| Garanties de passif                                                              | 230 Mds €, dont 126 Mds € de quote-part française au capital appelable du MES et 22 Mds € d'engagement pris envers la Caisse nationale des industries électriques et gazières |
| Engagements financiers de l'État                                                 | 185 Mds €, dont 42 Mds € d'engagements envers le FMI. |
| Engagements découlant de la mission de régulateur économique et social de l'État | 571 Mds €, dont 346 Mds € de subventions d'équilibre aux régimes spéciaux (SNCF, RATP…) et 164 Mds € d'engagements au titre des aides au logement.                            |

Si la plupart de ces engagements ne deviendront exigibles qu'à long terme et de façon progressive (en particulier les retraites), le risque principal réside dans leur dynamique. L’autre risque est lié à une potentielle remontée des taux d'intérêt, susceptible d’accroître la charge de la dette de 60 Mds € par an dans les années 2020. Le dernier risque, enfin, est relatif à la possibilité de déclenchement d'une crise financière mondiale sur la base d'une crise de la dette souveraine.
De même, la sécurité sociale n'applique pas non plus les normes comptables et ne provisionne pas non plus les droits à pension acquis. Le Conseil d'orientation des retraites utilise les estimations de l’Insee, qui donne fin 2015 un chiffre global (y compris pensions de l’État) de 8 108 milliards d’euros.
Au 31 décembre 2019, les principaux engagements hors bilan correspondant au total des engagements donnés sont estimés à 4 428 milliards d'euros. Les postes connaissant des variations significatives sont les engagements de retraite de l’État, pour l’essentiel au titre de ses fonctionnaires civils et militaires, représentent 2 480 Md€, en hausse de 193 Md€ entre 2018 et 2019 ; les engagements relevant de la mission de régulateur économique et social de l’État sont évalués à 720 Md€ en 2019, en augmentation de 82 Md€ par rapport à 2018 ; enfin, la garantie des épargnants au titre des produits d’épargne réglementée, qui est évaluée à 450 Md€ en 2019, en augmentation de 16 Md€ par rapport à 2018, fait partie des garanties de l’État liées à des missions d’intérêt général, l’État garantissant aux épargnants leurs dépôts y compris les intérêts capitalisés.
D'après la Cour des comptes, en 2021, « les engagements de l’État s’élèvent à 5 071 milliards € [...] en léger recul par rapport à 2020 en raison d’une modification des hypothèses de mortalité et du taux d’actualisation utilisés pour valoriser l’engagement de l’État relatif aux retraites des fonctionnaires (2 534 Md € en 2021, en baisse de 234 Md €). Les engagements financiers de l’État atteignent 1 438 Md € [...] Une partie significative de cette progression s’explique par l’augmentation de la garantie de protection des épargnants, du fait de l’accroissement de l’épargne collectée sur plusieurs supports. En revanche, après une augmentation de 113,3 Md € entre 2019 et 2020 en lien avec la crise sanitaire, les encours de dette garantie sont restés stables entre 2020 et 2021 [...] »".

### Dette publique et autres dettes
La dette publique est à distinguer, entre autres, de la « dette extérieure de la France », qui correspond à l'ensemble des engagements des administrations publiques et de la sphère privée vis-à-vis du reste du monde (c’est-à-dire les autres pays). En 2006, la dette extérieure brute représentait 2 918 milliards d’euros, soit 162 % du PIB national, la dette extérieure nette (c’est-à-dire en comptant les créances détenues par la France sur l'étranger) étant proche de zéro,.
La Banque de France s'inquiète depuis 2017 de l'endettement des entreprises qui continue à croître : fin mars 2018, il représentait près de 73 % du PIB, un ratio largement au-dessus de la moyenne de la Zone euro (61 %) ; par ailleurs, selon le Haut Conseil de stabilité financière (HCSF), l'évolution du marché des prêts à l'habitat justifie aussi une vigilance renforcée.
Dans le cas de déficits simultanés des finances publiques et de la balance courante, on parle de déficits jumeaux.
La France serait début 2010, grâce à un endettement privé modéré, dans une situation moins délicate que les États-Unis dont l'endettement total s'élèverait à 350 % du PIB. Au deuxième quadrimestre 2014, l'endettement total, public et privé, de la France atteignait 280 % du PIB. À titre de comparaison, l'endettement total du Japon s'élevait à 400 % du PIB, celui des États-Unis à 233 % du PIB.

## Gestion et répartition

### Gestion de la dette
La dette de l’État est gérée par l'Agence France Trésor (AFT). Les administrations publiques locales et les administrations de sécurité sociale gèrent elles-mêmes leur dette publique. Toutefois une convention de mandat signée le 1er septembre 2017 a confié la gestion technique de la dette de la CADES à l'Agence France Trésor.
Les emprunts d'État français sont émis sur le marché obligataire: la dette est donc qualifiée de négociable. Chaque année, le programme d'émission est le principal moyen de couvrir les remboursement des emprunts passés (cavalerie) et le déficit de l'année : 107,7 Md€ sur 236 pour 2019.

L'AFT recense les risques liés à la gestion de la dette : risques de taux, de contrepartie, de liquidité et risques opérationnels.

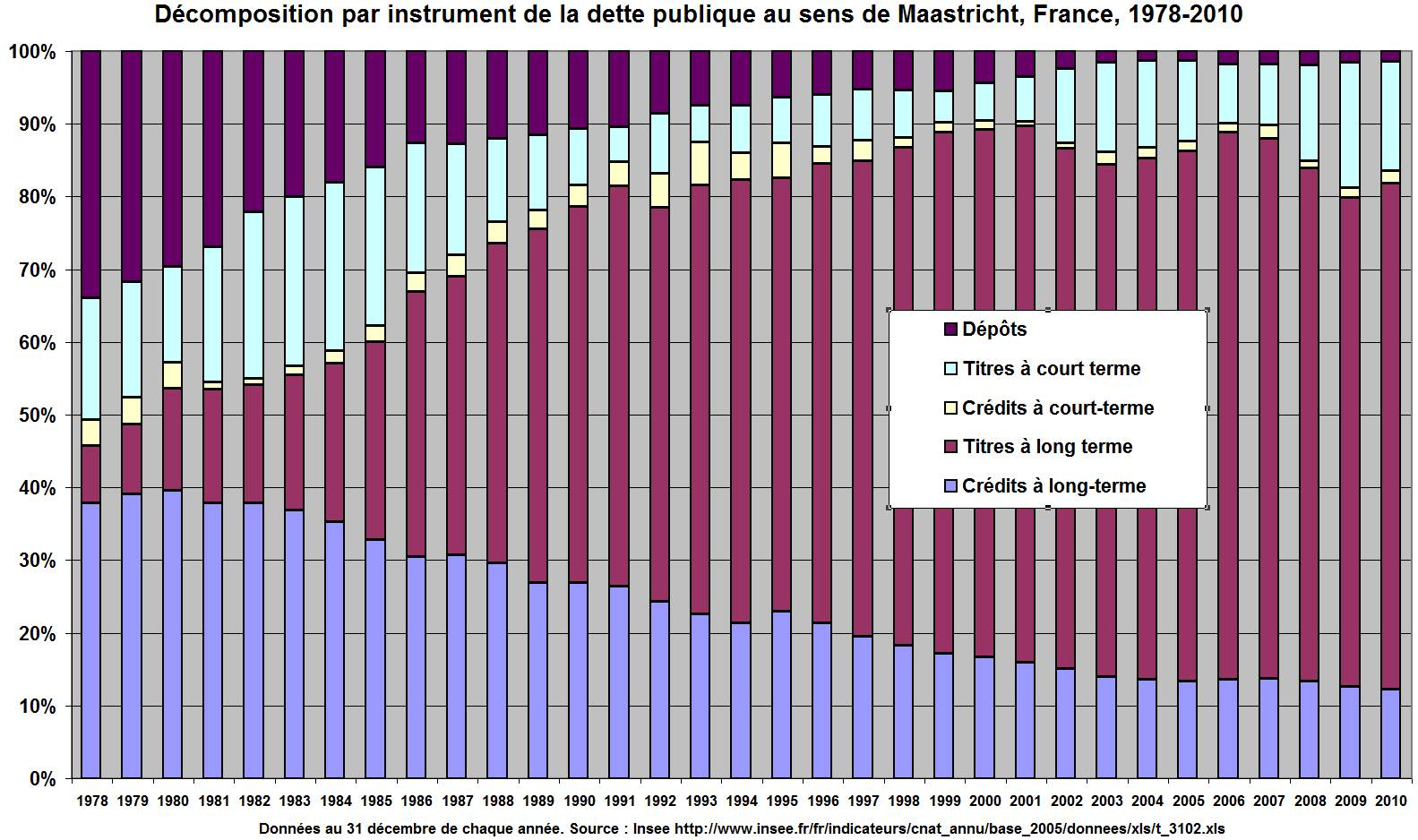
Décomposition par instrument de la dette publique au sens de Maastricht, France, 1978-2010

Les principaux supports de la dette sont les obligations assimilables du Trésor (OAT), les bons du Trésor à intérêts annuels (BTAN), et les bons du Trésor fixes et à intérêts précomptés (BTF). Depuis septembre 1998, l’État émet également des OATi dont le taux d’intérêt et le principal sont indexés sur l'inflation.

### Dette par secteur de l’administration publique
En comptabilité nationale française, les administrations publiques (APU) peuvent être décomposées en trois ou en quatre sous-secteurs : l’administration publique centrale qui se compose elle-même de l'État et des organismes divers d'administration centrale (ODAC) ; les administrations publiques locales ; les administrations de sécurité sociale. La répartition de la dette publique par sous-secteur de l'administration publique est inégale.
La dette de Maastricht des APU en fin de premier trimestre par an et sa répartition par sous-secteur (en Mds€)
- État
- Organismes divers d'adm. centrale
- Administrations publiques locales
- Administrations de sécurité sociale

Sur la base des données brutes, il apparaît ainsi que l’accroissement de la dette publique est due principalement à la progression de l’endettement de l’État. À la différence des collectivités locales, il emprunte pour financer des charges courantes et rembourser le capital de ses emprunts par de nouveaux emprunts. L'équilibre réel des budgets locaux prévu par l'article L. 1612-4 du code général des collectivités territoriales s'oppose au remboursement d'emprunts par de nouveaux emprunts. En définitive, pour une collectivité locale, le besoin de financement s'identifie à des dépenses d'équipement.

## Créanciers de l’État français

### Difficultés d'estimation

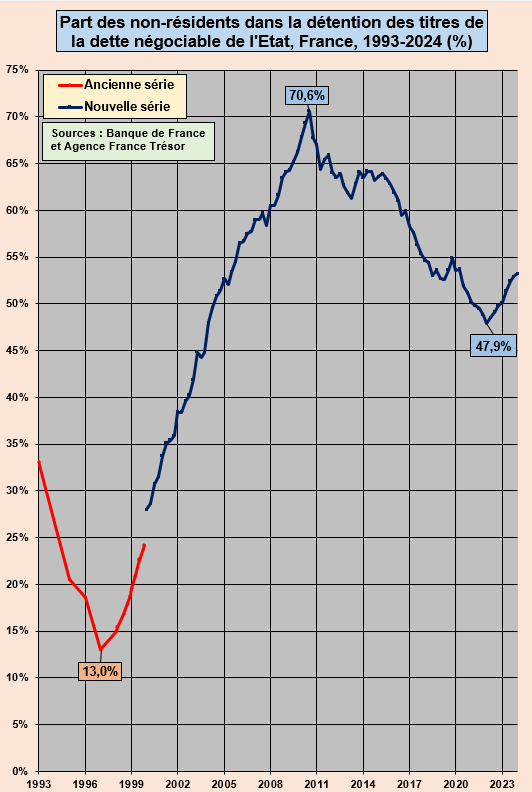
Part des non-résidents dans la détention des titres de la dette négociable de l’État, France, 1993-2017 (%)

L'État français ne connaît pas de façon granulaire l'identité des propriétaires des titres de sa dette. Cela est dû à la fois à la mondialisation financière, qui permet l'échange rapide dans diverses places financières des titres de dette publique, mais aussi à une ordonnance de 2014 qui exclut les personnes morales de droit public des règles permettant aux entreprises d'identifier leurs obligataires. Cette exclusion a été mise en place pour s'assurer que la Banque de France n'ait pas à révéler toutes ses positions sur les marchés, ainsi que pour garantir l'attractivité de la dette publique française par rapport aux autres dettes publiques en concurrence sur les marchés financiers.
Le rapport d'information parlementaire sur la détention de la dette de l'Etat par les résidents étrangers (2024) indique que les statistiques trimestrielles de détention de la dette publiées par l'Agence France Trésor (AFT) proviennent de la Banque de France, qui collecte les informations auprès des établissements teneurs de comptes titres : ceux-ci déclarent leurs positions propres et, de façon agrégée, celle de leur clientèle. La base de données Protide de l'Eurosystème fournit des données complémentaires, ainsi que les 18 banques partenaires qui possèdent le statut de spécialistes en valeurs du Trésor.

### Répartition générale
En 2023, les données Banque de France et AFT montrent que 51,4 % de la dette est détenue par des agents économiques non résidents et 48,6 % par des résidents. 12,2 % de la dette est détenue par des compagnies d'assurances françaises, et 7,1 % par des établissements de crédit français, et 1,6 % par des OPCVM français. Les assurances, OPCVM et établissements de crédits sont pour l'essentiel dépositaires de ces titres pour le compte des épargnants qui placent leurs liquidités chez eux, et qui en sont donc les vrais propriétaires. Enfin, 27,8 % de la dette publique est détenue par d'autres agents économiques français, à l'instar de la Banque de France.
Le principal créancier unique de la France est en effet la Banque de France. Elle détient près de 23 % des titres de dette publique française en 2020, et près de 25 % en 2023. Cela est le résultat des vastes programme d'achat de dette publique lancés en 2015 par la Banque centrale européenne. Du fait de cette intervention massive, la part des détenteurs étrangers a reculé à 55,1 % fin 2017 contre 67,8 % fin 2009.
En ce qui concerne les agents non résidents, qui détiennent 51,4 % de la dette publique française en 2023, les banques centrales et les fonds souverains auraient une place majeure. Ces deux types d'organismes auraient réalisé environ 70 % des achats de titres de dette publique française en 2015. La raison principale est que les banques centrales étrangères utilisent les titres de dette publique française, jugés sûrs, comme réserves de change ; ainsi, en 2010, le directeur de l'Agence France Trésor indiquait 61 % des achats d’obligations françaises de durée supérieure à 2 ans, avaient été le fait de banques centrales étrangères. La part de la dette publique française détenue par des non résidents peut être divisée en deux parties : les non résidents issus de la zone euro (qui détiennent 23 % de la dette publique française), et les non résidents qui ne sont pas issus de la zone euro (29 %).

### Investisseurs stables et investisseurs instables
Un autre indicateur de détention est la part des investisseurs stables dans les achats totaux de dette. Les investisseurs stables sont ceux qui conservent les obligations françaises jusqu'à l'échéance. Une étude de la Banque de France (2023) montre que la part des investisseurs stables a fortement progressé, passant de 49 % en 2014 à 65 % en 2021. La part de la BCE et surtout de la Banque de France était quasiment nulle en 2014, elle est passée à 22 % fin 2021 ; les fonds souverains et les banques centrales étrangères détiennent 18,5 % de la dette française ; les assureurs français, qui achètent les obligations en fonction du passif qu'ils ont à couvrir et les conservent jusqu'à échéance, ont une part de 17 %. La part des titres effectivement en circulation (le flottant) est donc tombée à 35 %, ce qui limite le risque de mouvements massifs sur les taux, mais pourrait réduire la liquidité de la dette française.

### Principaux pays de détention
Les pays étrangers de détention de la dette publique sont mal connus. En 2011, les trois plus importants détenteurs seraient les îles Caïmans, le Luxembourg et Royaume-Uni. Il peut toutefois s'agir, notamment dans les deux premiers cas, non pas tant de pays où se situent les détenteurs finaux des titres, mais plutôt de pays de transit de ces titres financiers.

### Principaux acheteurs
La chambre de compensation Euroclear France, communique la liste de ses 50 plus gros acheteurs de dette française en 2011 (cette liste ne comprend donc pas les institutions comme les banques centrales, qui n'ont pas à signaler leur portefeuille aux régulateurs). La liste donnée n'a donc qu'une valeur indicative, car elle ne représente qu'une partie du marché secondaire. La plupart de ces gros acheteurs sont des compagnies d'assurances, mutuelles ou fonds de pension, qui acquièrent ces titres de dette pour le compte de leurs clients épargnants.

## Prévisions budgétaires

### Loi de programmation des finances publiques
La loi constitutionnelle du 23 juillet 2008 a inscrit dans la Constitution que « les orientations pluriannuelles des finances publiques sont définies par des lois de programmation. Elles s’inscrivent dans l’objectif d’équilibre des comptes des administrations publiques ». L’équilibre « structurel » des comptes des administrations publiques a fait par ailleurs l’objet d’une règle budgétaire instaurée par le Pacte budgétaire européen (aussi appelé TSCG) au sein de l’Union économique et monétaire. La loi organique du 17 décembre 2012 relative à la programmation et à la gouvernance des finances publiques a inscrit dans le droit français cette obligation née du TSCG et précisé les dispositions de la Constitution relatives aux lois de programmation. La loi organique du 28 décembre 2021 relative à la modernisation de la gestion des finances publiques a modifié celle de 2012 et l’a insérée dans la loi organique du 1er août 2001 sur les lois de finances (LOLF).
Les nouvelles dispositions qui résultent de la loi organique de décembre 2021 sont pour la plupart applicables à partir du dépôt du projet de loi de programmation des finances publiques pour la période 2023 - 2027. Ce projet de loi a été définitivement adopté.
Selon la Cour des comptes, l’analyse des lois de programmation de février 2009, décembre 2012, décembre 2014 et janvier 2018 montre que les déficits ont systématiquement été plus élevés que ce qui avait été prévu. Pour les dernières années couvertes par ces LPFP, l’écart entre le déficit prévu et celui réalisé a été au minimum de 2,7 points de PIB et au maximum de près de 5,6 points de PIB. Les prévisions sur les recettes ont été trop optimistes et les économies sur les dépenses n'ont pas été assez documentées.
Toujours selon la Cour des comptes, ces écarts entre la prévision et la réalisation de déficit se retrouvent également pour la dette publique: alors que toutes les trajectoires prévoyaient que la dette serait rapidement sur une tendance décroissante, elle n’a au contraire jamais baissé significativement sur les quinze dernières années. Pour les LPFP de février 2009 et de janvier 2018, l’écart en fin de période a même atteint près de 20 points de PIB.

### Lois de finances et lois de financement de la sécurité sociale
Chaque année, les lois de finances initiales et rectificatives inscrivent les crédits budgétaires nécessaires au paiement des intérêts de la dette contractée par l'État. En revanche, le remboursement des emprunts en capital est constaté au tableau de financement. Ainsi, la charge de la dette est une opération budgétaire alors que l'amortissement des emprunts est une opération de trésorerie.
Les lois de financement de la sécurité sociale ne contiennent pas de dispositions budgétaires spécifiques pour prévoir l'évolution future de la dette sociale.
Dans le secteur public local, il n'existe pas de loi de programmation intéressant l'ensemble des collectivités locales et de leurs établissements publics. C'est pourquoi, dans son rapport, le député Jean-René Cazeneuve invite à « tirer les leçons de la crise sanitaire » en créant «une loi de programmation des finances locales», afin de « donner de la visibilité aux élus et réduire leur dépendance vis-à-vis de l'État ».

## Cadre européen

### Règles que la dette publique française doit respecter
La dette publique française s'inscrit dans un cadre de gouvernance économique et monétaire, l'Union économique et monétaire (UEM). Lors de la signature du traité de Maastricht, un pacte de stabilité et de croissance, pourvu de critères de convergence, a donc été mis en place. Depuis son adhésion à la zone euro en 1999, la France se doit de respecter ces critères ; la Commission européenne surveille le déficit public et l’évolution de la dette des pays membres, et peut engager une procédure pour endettement et déficit excessif. Les États européens s'engagent régulièrement sur des objectifs de réduction de dette et de déficit, par exemple de réduction du déficit de 0,5 % par an. En cette matière, la France apparaît comme un des plus mauvais élèves : fin 2017, elle restait l'un des trois pays de l'Union européenne encore sous le coup de cette procédure, avec le Royaume-Uni et l’Espagne, alors qu’ils étaient 24 en 2011.
La Banque centrale européenne (BCE) a rappelé qu’elle « n’avait pas vocation à être prêteur en dernier ressort des États » ; plusieurs pays membres présentent des ratios d’endettement préoccupants, et leurs dettes ont des notations dégradées (Grèce, Italie, Portugal en particulier).
Le 23 mars 2020, en raison de la crise sanitaire, le Conseil européen a décidé le déclenchement de la clause dérogatoire qui permet de s’écarter des obligations qui s’appliquent en temps normal.
Fin juin 2024, la Commission européenne engage une nouvelle procédure de déficit excessif à l'encontre de la France, qui dispose de six mois pour suivre les recommandations de la Commission européenne, ou plus, si des mesures ont été prises mais que des « événements exceptionnels » parasitent le rétablissement des comptes. Passé le délai, Bruxelles peut soit suspendre la procédure, soit, au contraire, « l'intensifier ». Dans ce cas, une amende pouvant aller jusqu’à 0,2 % du PIB du pays peut être imposée à un État membre de la zone euro. En pratique, cependant, de telles sanctions n'ont jamais été appliquées.
Le Conseil de l'Union européenne a adopté en avril 2024 de nouvelles règles budgétaires pour l'Union. La surveillance budgétaire est centrée désormais sur un outil d’analyse de soutenabilité de la dette pour guider les trajectoires budgétaires et sur un indicateur pour assurer son pilotage, l'évolution des dépenses publiques nettes des mesures nouvelles en recettes, jugé plus pertinent qu'une règle de déficit. La Commission européenne demande à la France un ajustement de 0,6 point de PIB par an sur une période de sept ans.

### Comparaison de l'endettement en zone euro
L'évolution de la dette publique de la France est plus inquiétante que celle des autres pays de la zone euro : au sein de la zone euro, la dette publique est passée de 69,6 % du PIB en 2000 à 89,16 % en 2013 ou près de 20 points en plus ; sur la même période, en France, la dette publique est passée de 57,3 % à 99,35 %, soit 42 points de plus. Cependant au cours du deuxième et troisième trimestre 2022, elle tend à se stabiliser à un niveau élevé, respectivement 113,1 % et 113,7 % du PIB.
À la fin du premier trimestre 2024, le ratio de la dette publique par rapport au PIB dans la zone euro s’est établi à 88,7% contre 88,2% à la fin du quatrième trimestre 2023. Dans l’UE, le ratio a également augmenté, passant de 81,5% à 82 %. Les ratios les plus élevés de la dette publique par rapport au PIB à la fin du premier trimestre 2024 ont été enregistrés en Grèce (159,8%), en Italie (137,7 %), en France (110,8 %), en Espagne (108,9 %), au Portugal (100,4%)et en Belgique (108,2%), et les plus faibles en Estonie (22,8 %), en Bulgarie (22,6 %) et au Luxembourg (27,2 %). Le pays est ainsi « médaille de bronze », en termes de nations avec les ratios les plus élevés de dette publique par rapport au PIB.
A la même date, la dette publique de la France atteignait le montant de 3 159 millards d'euros, soit le 1er rang d'endettement tant dans la zone euro que dans l'Union européenne.
En octobre 2022, le tableau Eurostat de suivi de l'endettement de la France au sens du traité de Maastricht se présente de la manière suivante :

### Comptabilisation des engagements de la France dans les mécanismes d'aide au pays européens en crise
Les engagements de la France dans les mécanismes de soutien sont depuis juillet 2011 comptabilisés dans la dette publique. Ils s'élèvent en juillet 2011 à 15 milliards d'euros. Il s'agit de garanties données notamment au FESF pour qu'il puisse prêter aux pays en crise. Elles ne deviendraient exigibles que si les dits pays ne pouvaient pas rembourser leurs prêts.

## Comparaison internationale
Des pays développés tels que le Japon, l’Italie et les États-Unis ont des niveaux d’endettement public plus élevés que le niveau français. La dette brute du secteur public du Japon atteint 232,1 % du PIB au 3e trimestre 2017, contre 112,9 % pour la France, selon les critères du Fonds Monétaire International ; la dette de l'Italie est à 134,1 % du PIB et celle des États-Unis à 124,3 % ; le cas du Japon est cependant particulier, en raison d'une épargne financière publique élevée (85 % du PIB) et du fort taux d'épargne privé. La dette publique du Japon atteignait, selon l’OCDE, 9 266 milliards d’euros en mars 2017, soit 246,6 % du produit intérieur brut (PIB), c’est la plus élevée du monde. La dette nippone est pourtant toujours considérée comme une valeur refuge ; malgré son niveau, elle n’expose pas le pays à un risque de défaut de paiement, parce qu'elle est pour l’essentiel détenue par les Japonais eux-mêmes, et parce que le pays est dans son ensemble un créancier du monde. En septembre 2016, selon le Ministère des finances, 36,7 % l’étaient par la Banque du Japon, 24,7 % par les institutions financières du pays et 21,8 % par les assureurs locaux. Seuls 6,7 % étaient aux mains d’étrangers, contre 60 % pour la dette française.
Selon l'OCDE, la France avait un endettement public net de 42,5 % en 2006, inférieur à celui de la zone euro, estimé à 50,3 % et à celui des États-Unis (43,4 %).

## Soutenabilité de la dette publique

### Mesure et évolution de la soutenabilité
La Commission européenne a publié son rapport 2018 sur la soutenabilité de l'endettement public dans les pays de l'Union européenne. S'agissant de la soutenabilité à court terme, la Commission examine les risques de survenance d'une « crise des finances publiques » à moins d'un an. Pour la France, l'effort structurel requis pour ramener la dette publique à 60 % du PIB représente 4,2 points de PIB, soit 1,0 point pour stabiliser la dette, puis 2,8 points pour la ramener à 60 % du PIB et 0,4 point pour compenser l'effet du vieillissement sur les dépenses publiques. Cet effort est supérieur à l'effort moyen requis dans la zone euro (2,1 points) et l'Union européenne (1,4 point). Sur le long terme, la stabilisation de la dette publique requiert un effort plus important en France qu'ailleurs, quoique l'impact du vieillissement soit bien plus favorable en France.
La persistance de déficits publics élevés remet en cause cette soutenabilité. Les résultats des nouvelles approches de la soutenabilité des finances publiques au sens macroéconomique sont également présentés dans un chapitre des perspectives économiques de l'Organisation de coopération et de développement économiques (OCDE) de l'automne 2016. L'OCDE considère que la probabilité de défaut de paiement est quasiment nulle dans la plupart des pays avancés, à l'exception notable du Japon, de l'Italie et, dans une moindre mesure, de la France. L'OCDE présente ainsi un graphique (page 10 du chapitre 2) où la France se situe à proximité de la zone dangereuse dans laquelle la probabilité d'un défaut de paiement croît rapidement.

### Solde stabilisant
Le solde stabilisant est le solde public qui, exprimé en part de PIB, conduirait à stabiliser le ratio de la dette publique au PIB, hors effets liés par exemple à des achats ou ventes d’actifs,. Il dépend de la croissance de l'économie française comme de son niveau d'endettement à l'origine.
Le solde public a été supérieur au solde stabilisant en 2006 et 2007 et la dette publique est revenue de 67,2 à 64,4 % du PIB. Ensuite, il est devenu inférieur au solde stabilisant, avec un écart très important en 2009 et 2010 qui s’est resserré fortement en 2011, plus progressivement sur 2012-2017. De 2017 à 2019, le solde public était quasiment égal au solde stabilisant. En raison de ces écarts entre le solde public et le solde stabilisant, mais aussi des autres facteurs de variation de l’endettement, la dette publique est passée de 64,5 % du PIB fin 2007 à 98,0 % fin 2017 puis est restée à peu près à ce niveau jusqu’à fin 2019.
En 2021, la valeur du PIB a fortement rebondi et le solde stabilisant était un déficit de 9,4 % du PIB alors que le solde public était un déficit de 6,4 % du PIB. En conséquence, la dette a diminué.

### Problème de la maîtrise de la dette
Le rapport public annuel 2023 de la Cour des comptes constate « une situation des finances publiques en 2023 parmi les plus dégradées de la zone euro ». La fin du « quoi qu'il en coûte », maintes fois annoncée par le gouvernement, n'apparait pas clairement : la Cour recense 37,5 milliards € de dépenses liées à la crise sanitaire et au plan de relance en 2022 et 12,5 milliards € en 2023, plus 25 milliards € de dépenses en 2022 dues aux mesures prises pour amortir le choc inflationniste, particulièrement dans l'énergie et 36,3 milliards € en 2023. Même en mettant de côté ces éléments exceptionnels, la progression de la dépense publique est de 3,5 % en volume (hors inflation) en 2022 et de 0,7 % en 2023. La Cour estime indispensable une revue des dépenses publiques, sans quoi en 2027 « la France serait dans le trio de tête pour la dette, aux côtés de l'Italie et de la Grèce ».
Dans son rapport annuel sur la situation des finances publiques publié le 29 juin 2023, la Cour des comptes montre que la France sera le seul pays de la zone euro à avoir un déficit supérieur à 3 % du PIB en 2026. Elle évalue à 60 milliards € le montant des économies budgétaires nécessaires de 2023 à 2027 pour atteindre les objectifs budgétaires fixés par le gouvernement. La dette publique, que le gouvernement compte ramener à 108,3 % en 2027, serait encore 12 points au-dessus de son niveau d'avant la crise du Covid, soit l'écart le plus important des huit principaux pays de la zone euro. De plus, la Cour juge « optimistes » les prévisions de croissance du gouvernement, supérieures en moyenne de 0,3 point à celle du consensus des économistes.
En février 2019, le rapport annuel de la Cour des comptes critique « l'insuffisance et la grande fragilité du redressement opéré jusqu'à présent », qui place la France « en décalage croissant avec les autres pays européens » avec un déficit structurel qui devrait se rapprocher en 2019 des deux plus mauvais élèves européens, l'Italie et l'Espagne et conclut : « Le haut niveau d'endettement et le niveau important de déficit ne laissent donc que peu de marges de manœuvre, notamment en cas de retournement de la conjoncture ou de situation de crise ».
Après avoir disparu des débats, le déficit et la dette publique reviennent dans les préoccupations des Français en 2022 : 79 % des sondés s'alarment des niveaux atteints et 53 % jugent même possible une faillite de la France.

## Causes

### Historique
La dette publique française est le fruit de l'addition des déficits publics français.
L'historien Michel Luftalla identifie au cours des siècles sept causes de déficit budgétaire, ordinaire et/ou extraordinaire, parmi lesquels la guerre, les révolutions dans l’ordre politique (qui pèsent sur l’activité économique et entraînent souvent de nouvelles dépenses jusque- là imprévues), les grandes constructions somptueuses comme le palais et les jardins de Versailles, les infrastructures de transport comme les chemins de fer, les banquiers (qui poussent les gouvernements à emprunter, pour des constructions ou des travaux publics inutiles), le développement de l'État-providence, et enfin la dette elle-même, par les charges qu’elle entraîne.
Depuis 1975, le budget de l'Etat français a toujours été en situation de déficit,.
Dans la période récente, la dette augmente à la fois du fait de ce que les dépenses sont durablement supérieures aux recettes, mais aussi par le biais du roulement de la dette, qui consiste à rembourser les emprunts arrivés à échéance grâce à de nouveaux emprunts. Les remboursements de l'annuité en capital des emprunts sont compensés par la souscription de nouveaux emprunts.
Remboursement en capital des emprunts d'État par de nouveaux emprunts (milliards d'euros)
| Années | Emprunts remboursés (capital) | Emprunts nouveaux | Déficits |
| 2006   | 89,9                          | 86,15             | 35,4     |
| 2007   | 79,6                          | 118,51            | 34,6     |
| 2008   | 112,8                         | 191,7             | 56,4     |
| 2009   | 125                           | 259               | 134,7    |
| 2010   | 110                           | 192               | 143,6    |
| 2011   | 120                           | 201               | 93,1     |
| 2012   | 123                           | 200               | 89,2     |
| 2013   | 136                           | 205               | 73,3     |
| 2014   | 134                           | 212               | 85,6     |
| 2015   | 150                           | 221               | 70,5     |
| 2016   | 153                           | 216               | 69,1     |
| 2017   | 115,2                         | 185               | 67,7     |
| 2018   | 116,6                         | 195               | 76       |
| 2019   | 130,2                         | 200               | 92,7     |
| 2020   | 136,1                         | 309,5             | 178,1    |
| 2021   | 118,3                         | 260               | 170,7    |
| 2022   | 145,7                         | 260               | 151,4    |
| 2023   | 156,5                         | 270               | 173      |

Source : compte général de l'Etat - tableau des flux de trésorerie et lois de règlement
Les explications de la hausse récente de la dette publique française pointent du doigt ou bien le choix de l'emprunt (qui permet aux gouvernements de se passer d'un ajustement budgétaire), ou bien le caractère excessif des dépenses et les recettes considérées comme « manquantes ». Le rapport d'information parlementaire de 2017 sur la dette publique fait état d'une chute des recettes due au ralentissement de l'activité économique et de la montée du chômage.
En mars 2023, la dette publique de la France dépasse pour la première fois le montant symbolique des 3 000 milliards d'euros, soit 112% de son PIB. La soutenabilité de la dette publique française et la situation des comptes de l'Etat sont un sujet de débat pour les économistes,.

### Dépenses durablement supérieures aux recettes
En 2016, les dépenses publiques de la France rapportées au PIB se placent au 1er rang mondial des pays classés par l'OCDE. Il n'est pour autant pas assuré que
Le graphique qui aurait dû être présenté ici ne peut pas être affiché car il utilise l'ancienne extension Graph, désactivée pour des questions de sécurité. Des indications pour créer un nouveau graphique avec la nouvelle extension Chart sont disponibles ici.

Recettes et dépenses publiques de la France, 1980-2017
Source : Eurostat
le niveau élevé des dépenses publiques garantisse leur efficacité. La France est le pays où les prélèvements obligatoires sont les plus élevés. Pourtant les recettes des administrations publiques demeurent en permanence largement inférieures à leurs dépenses :
| France                | 1980   | 1990   | 2000   | 2009   | 2010   | 2015   | 2016   | 2017   |
| --------------------- | ------ | ------ | ------ | ------ | ------ | ------ | ------ | ------ |
| Dépenses publiques    | 46,4 % | 50,1 % | 51,7 % | 57,2 % | 56,9 % | 56,8 % | 56,7 % | 56,5 % |
| Recettes publiques    | 46,0 % | 47,7 % | 50,3 % | 50,0 % | 50,0 % | 53,2 % | 53,2 % | 53,8 % |
| Besoin de financement | 0,4 %  | 2,4 %  | 1,3 %  | 7,2 %  | 6,9 %  | 3,6 %  | 3,5 %  | 2,7 %  |

En 2021, la France a dépensé en moyenne 7,5 points de plus que la moyenne de l'Union européenne. Les dépenses de protection sociale représentent 34 % du PIB contre 28,6 % dans l'UE. Cela inclut les retraites avec une différence qui culmine à 2,3 % par rapport à la moyenne de l'UE. Le niveau élevé des dépenses de retraite s'explique également par la générosité du système français, caractérisé par des départs plus précoces.
Jean-Philippe Cotis et Paul Champsaur (2010) soutiennent qu'« un ajustement important de nos finances publiques est [...] nécessaire », contraint par la baisse des recettes publiques. Afin de contenir la dette publique à 90 points de PIB en 2020, « l’effort à accomplir par rapport aux tendances spontanées des dépenses et des recettes peut être évalué à environ 0,7 point de PIB d’effort supplémentaire par an pendant dix ans ».

### Déficits relatifs aux pensions de retraites
Le poids élevé des pensions de retraites dans la dépense publique française et, en conséquence, leurs déficits, font des pensions de retraites une cause importante de la dette publique française,,,,. Selon le haut fonctionnaire Jean-Pascal Beaufret, les pensions de retraites correspondent à plus de la moitié des déficits publics de l'Etat français. Dans le journal Le Monde, en avril 2024, un collectif d'économistes (Julien Albertini, Arnaud Chéron, Xavier Fairise, Arthur Poirier et Anthony Terriau) rappelle que : « les retraités actuels ont été les principaux bénéficiaires de la dette publique contractée au cours des cinquante dernières années ».
Selon les calculs du haut fonctionnaire Jean-Pascal Beaufret pour la revue Commentaire, la contribution des retraites au déficit public en 2021 est de 71 milliards d‘euros, soit -2,8 % du PIB. En effet, le déficit public provenant des retraites obligatoires est, par construction, la partie des dépenses publiques de retraites (345 Md€) qui n’est pas financée par des prélèvements obligatoires affectés (cotisations de 228 Md€ et impôts affectés aux retraites de 46 Md€). Ainsi, les retraites sont donc financées par des cotisations pour 66 % seulement et par des impôts transférés aux caisses de retraites à hauteur de 13 %. Le solde, soit 21 %, est couvert par des subventions allouées au système de retraites, qui font partie du déficit public, pour en garantir le financement global. Dès lors, les retraites sont financées à 21 % par la dette publique, soit 71 Md€ en 2021,,.
Selon les calculs de l'Institut économique Molinari, en 2023, 53 milliards d'euros de dettes publiques supplémentaires ont été nécessaires au financement du système de retraites. Selon Le Figaro, entre 2017 et 2023, les retraites sont à l'origine de 52 % de l'augmentation de la dette publique soit 438 milliards d’euros. Entre 2002 et 2023, les retraites et leur financement est une des causes de l'augmentation de la dette publique. Les déficits des retraites françaises en tenant compte des déséquilibres des retraites du secteur public occultés par le Conseil d’orientation des retraites (COR) entre 2002 et 2023 montent à 1 006 milliards de déficits cumulés ce qui représente en moyenne 2 % du PIB par an.
Les générations jeunes composant la population active pointent du doigt le refus de la génération du baby-boom à contribuer à l'effort de réduction du déficit et de la dette publique,,,. Comme le relève Emmanuel Blézès, Président du groupe de réflexion et de prospective Club 2030, dans journal Le Monde en septembre 2020 : « Le confinement et, aujourd’hui, les mesures sanitaires strictes, [...] ont eu pour effet le ralentissement économique que nous connaissons [...]. Les jeunes ont renoncé à leurs libertés hier, et paient pour [les plus âgés] aujourd’hui en entrant sur un marché du travail dégradé, et paieront pour eux demain encore en remboursant la dette et en finançant leurs retraites. »
Dans un contexte de forte hausse de la dette publique française, la réforme des retraites de 2023 est présentée par le gouvernement Élisabeth Borne comme comme un outil pour redresser les comptes publics. Selon un avis du Haut Conseil des finances publiques, la réforme des retraites de 2023 n'aura que des effets limités sur la dette publique française et que celle-ci ne suffira pas pour redresser l'état des finances publiques. Pour autant, selon un chiffrage de la CNAV, abroger la réforme des retraites de 2023 aurait pour effet de significativement accroître le déficit relatif au régime des retraites : 3,4 milliards d'euros de déficits supplémentaires dès 2025 et de près de 16 milliards de déficits supplémentaires en 2032. En octobre 2024, le conseil des prélèvements obligatoires (CPO), institution associée à la Cour des comptes, incite le gouvernement à réformer et augmenter la fiscalité des retraités, afin qu'ils contribuent au rééquilibrage des comptes publics,. Selon l'économiste Thomas Philippon, on ne pourra pas diminuer le déficit public et la dette publique de la France sans une réforme structurelle du système de retraites : « Il faut regarder les très grosses dépenses de l'Etat. [Pour] faire un ajustement crédible [...,] il faut que les retraités portent une partie de l'effort.
Les retraités français ont un niveau de vie plus élevé par rapport aux autres pays européens. Il faudrait faire une réforme plus structurelle pour ne pas être obligé d'y revenir dans cinq ans, comme l'ont fait tous les grands pays européens. »
Dans son discours de politique générale, en janvier 2025, le Premier Ministre François Bayrou affirme que : « Sur les plus de 1 000 milliards de dette supplémentaires accumulés par notre pays ces dix dernières années, les retraites représentent 50 % de ce total ». À la suite de ce discours l'économiste Sylvain Catherine est en accord pour chiffrer à 55 milliards d'euros le déficit annuel du système de retraites en France. Il n'y a pas consensus sur le cadre à prendre en compte : le déficit annuel du système de retraites est de 6,1 milliards d'euros selon le COR, ou de 55 milliards d'euros en y ajoutant le déficit du système de retraite des fonctionnaires pris en charge par l'État hors cotisations standards(Le niveau de contribution de l'Etat au régime de retraites de ses fonctionnaires est beaucoup plus élevé que le taux de cotisation des entreprises privées au régime général,). La cour des comptes a été mandatée pour établir la « vérité des chiffres, objective ».
Le rapport de la Cour des comptes à l'issue de sa « mission flash » ne prend pas en compte le système de retraite des fonctionnaires d'État ; il constate qu'en 2023 le système de retraites a été excédentaire de 8,5 milliards d’euros, principalement sous l’effet des  réformes conduites depuis 2003 qui ont permis, entre 2010 et 2023, un recul de 2 ans et 2 mois de l'âge réel auquel les actifs partent en retraite. Le déficit devrait se stabiliser autour des 6,6 milliards d’euros entre 2025 et 2030, puis atteindrait 15 milliards d’euros hors inflation en 2035 et 30 milliards d'euros en 2045. Selon Pierre Moscovici à l'occasion de  la sortie du rapport, il n'y a aucun déficit caché,,,.
Jean-Pascal Beaufret qualifie ce rapport de la Cour des comptes de trompeur car il n'inclut pas dans son calcul du déficit des retraites les surcotisations apportées par l'État pour compenser l'écart de financement entre le montant des pensions de retraites et les cotisations sociales qui les financent : « Le rapport de la Cour fait comme si, en 2023, les subventions en dépenses de l'État et de ses opérateurs (54 milliards d'euros), des hôpitaux et des collectivités locales (8 milliards d'euros), sous forme de surcotisations équilibrant les régimes de retraites des fonctionnaires, qu'elle refuse d'identifier et d'évaluer, ainsi que les subventions des autres branches de la Sécurité sociale (16 milliards), qui ont équilibré le régime général des salariés, ne pesaient pas sur le déficit public d'ensemble de 155 milliards cette année-là. Ce n'est pas crédible. Équilibrer les retraites a contribué à près de la moitié du déficit public en 2023. Aujourd'hui, les retraites sont financées à 66 % seulement par des cotisations sociales – ce que reconnaît la Cour des comptes, ce qui est déjà utile car les Français pensent que les retraites reposent totalement sur les cotisations de leur vie active, ce qui n'est pas vrai – et à 14 % par des transferts d'impôts qui sont justifiés – pour compenser notamment les allègements de cotisations sociales »,. Jean-Pascal Beaufret adresse à cette occasion une note pour le premier président de la cour des comptes publiée par la Fondation pour l'innovation politique.

### Choix de la dette en situation de taux d'intérêt négatif
L'augmentation de la dette publique peut être un choix de la part du gouvernement lorsque le taux d'intérêt payé par la puissance publique sur ses titres de dette sont négatifs. Dans une telle situation, en effet, la dette publique baisse d'autant plus que le pays s'endette. La France a connu cette situation au cours de la deuxième moitié des années 2010,,.
Cette politique expose toutefois le pays à un risque. Comme l'a noté le rapport d'information du Sénat Les risques budgétaires liés à la remontée des taux d'intérêt, une hausse impromptue des taux d'intérêt sur les marchés financiers alourdit considérablement le coût du service de la dette. Une hausse de 1 % des taux d’intérêt alourdirait les remboursements de l’État de plus de 2 milliards l’année suivante, et de presque 20 milliards au bout de dix ans.
À la suite de l'inversion de tendance et la fin de la période exceptionnelle de taux négatifs, la hausse des taux d’intérêts a pour conséquence une augmentation de la charge de la dette. Estimée à 46,3 milliards d’euros en 2022, cette dépense est appelée à croître à 71,2 milliards en 2027 et deviendra le premier poste de dépenses de l'état dici 2027

### Fonctionnement des gouvernements
En France usuellement les gouvernements entendent par réduction des dépenses non pas une baisse des dépenses mais une augmentation plus faible que celle de l'inflation. D'où en cas d'inflation faible des problèmes qui poussent en septembre 2014 le ministre des finances Michel Sapin à envisager une réduction plus limitée des dépenses que prévu. Dans son article 5, la loi de programmation des finances publiques 2018 - 2022 prévoit une diminution des dépenses publiques sur la période : en points de produit intérieur brut, la dépense publique passerait de 53,9 en 2018 à 50,9 en 2022. Cette baisse ne doit pas faire illusion. En effet, l'article 8 de cette loi de programmation précise le taux de croissance des dépenses publiques en volume, hors crédits d'impôt et transferts, corrigées des changements de périmètre. La précision révèle un ralentissement de la progression de la dépense et non une diminution de la dépense : toutes administrations publiques confondues, le taux de croissance de la dépense publique varie de + 0,9 % en 2018 à + 0,1 % en 2022.

### Baisse de ressources fiscales non compensées
Certains économistes soulignent le rôle de la baisse de la pression fiscale sur certains agents économiques depuis le début des années 2000, souvent en lien avec des politiques fiscales d'allègements. Jean-Philippe Cotis et Paul Champsaur (2010) estiment que si la fiscalité française n'avait pas changé depuis 1999, « la dette publique serait environ 20 points de PIB plus faible aujourd'hui qu'elle ne l'est en réalité ». La hausse de la dette publique serait ainsi en partie due à ce que la baisse des recettes n'a pas été parallèlement suivie d'une baisse des dépenses.
Le collectif Pour un audit citoyen de la dette publique pointe essentiellement sur les « cadeaux fiscaux octroyés depuis plus de dix ans aux plus riches ». Il s'interroge aussi sur la possibilité d'emprunter directement auprès des banques centrales plutôt que sur les marchés. En effet selon lui cela permettrait d'emprunter à des taux moins chers. Enfin, il envisage la constitution d'un tribunal de la dette.
Les politiques fiscales sont parfois pointées du doigt comme causant des manques à gagner, à l'image de la suppression de l'impôt sur la fortune.
Depuis 2017 jusqu'en 2024, les impôts de production et l’impôt sur les sociétés ont baissé d'environ 11 milliards d’euros par an. De plus, les allègements des charges patronales ont représenté 5 milliards d’euros par an,. Pour les particuliers, la transformation de l'ISF en IFI a représenté 4,5 milliards d’euros par an, le prélèvement forfaitaire unique 1,8 milliard d’euros par an, la suppression de la taxe d’habitation sur les résidences principales a causé une perte de recettes de 2,8 milliards d’euros en 2023 (la totalité de la taxe représentait 23,4 milliards de recettes en 2016), celle de la redevance audiovisuelle 3,1 milliards d’euros par an, sans compter l’allègement de l’impôt sur le revenu pour les salariés situés en milieu de barème,.
En 2023, l'état continue à faire face à un désarmement de ses recettes fiscales. En particulier, l’État perd 10,5 Md€ de Taxe sur la valeur ajoutée (TVA) supplémentaires dans le cadre de la suppression de la contribution sur la valeur ajoutée des entreprises (CVAE), impôts de production, dans les transferts au profit des collectivités territoriales qui perdent de plus en plus leurs recettes propres. L’État n’est plus qu’un attributaire minoritaire de la TVA, dont il perçoit 46 % du produit, alors qu’il s’agit de la principale imposition de rendement corrélée à la croissance économique.
Selon l'observatoire français des conjonctures économiques (OFCE), la moitié de l'augmentation de 1 000 milliards de la dette publique sur la période 2017, 2024 est dû aux baisses d'impôts qui privent l'état de 60 milliards de recette fiscale par an. La dégradation des finances publiques françaises « n’est pas attribuable à une augmentation plus marquée des dépenses publiques […], mais plutôt à une diminution significative des recettes publique ». La suppression de la taxe d’habitation pour les ménages et la baisse des cotisations sociales patronales pour les entreprises en sont les principaux facteurs,.
Selon un rapport de la Cour des comptes de juillet 2024 intitulé « La situation et les perspectives des finances publiques », les réductions d’impôts  décidées entre 2017 et 2023 ont un impact qui atteint 62 milliards d’euros en 2023, soit 2,2 pts de PIB et sont une des causes l’aggravation du déficit public et donc de la dette publique qui augmente,.

### Crises économiques et chocs sur les finances publiques
Les crises économiques successives ont été des moments de hausse brutale de la dette publique française, en valeur absolue comme rapportée au PIB. Ainsi, à la fin de l'année 2008, la crise financière de 2007-2010 pousse d'abord le gouvernement à soutenir le secteur bancaire puis à lancer un plan de relance pour soutenir l'économie lors de la Crise économique de 2008-2009. Or, ces moments de crise sont aussi des phases de ralentissement des rentrées fiscales.
De plus, les gouvernements en période de crise augmentent les dépenses publiques pour aider l'économie à redémarrer et éviter les effets d'hystérèse. Les grandes crises sont également des moments de hausse des dépenses publiques qui, si elles ont pour objectif de lutter contre la contraction temporaire de l'activité, ont aussi vocation à être pérennisées ou à demeurer actives plusieurs années. Ainsi, en 2009, de la commission Juppé-Rocard chargée de proposer les axes et le montant du Grand Emprunt voulu par le président de la République (rapport Investir pour l'Avenir ; priorités stratégiques d'investissement et emprunt national).
En 2020, les mesures de confinement prises par le gouvernement en réaction à la pandémie de Covid-19 et la fermeture des frontières ont arrêté l'activité de plusieurs secteurs de l'économie pendant près de deux mois, ce qui a causé une augmentation des dépenses publiques et une réduction des recettes fiscales, donc une augmentation du déficit public prévu à 11 % du PIB pour 2020. La Cour des comptes prévoit que la dette publique devrait dépasser 120 % du PIB.
Selon une note de blog de l'Observatoire français des conjonctures économiques (OFCE), entre 44% endettement entre 2007 et 2023 et 69% de la hausse de l’endettement public sur la période 2017-2023 provient des crises. Selon le calcul des auteurs, l'effet de la crise Covid de 2020 sur la dette publique mesuré par l’écart entre l’évolution de la dette publique observée et la variation anticipée de la dette publique avant le déclenchement de la crise est de 458 milliards d'euros. L'accroissement  de la dette publique est lié aux réponses nécessaires de l'état aux crises ayant eu lieu durant ces années dont la crise du covid ( "Quoi qu'il en coûte",,) et la crise énergétique lancée par la guerre en Ukraine ("bouclier tarifaire").

## Conséquences économiques et sociales

### Effet d'éviction
Patrick Artus montre qu’il « est optimal de réduire la dette si elle est élevée », car « une hausse supplémentaire de la dette réduit le bien-être, l’effet dominant étant la réduction du capital productif et la hausse des impôts alors que le revenu est déjà faible ». Par ailleurs, un « niveau nul de dette publique n’est peut-être pas optimal ». C'est l'effet d'éviction, à savoir la captation par la puissance publique de capitaux qui auraient pu être utilisés plus productivement par le secteur privé.
Selon Gaston Jèze, tout emprunt public aboutit à une absorption de capitaux. Un emprunt diminue donc la masse des capitaux qui auraient été appliqués aux diverses branches de la production nationale.

### Improductivité et report de la charge sur les générations futures
Selon Patrick Artus, la dette publique française est essentiellement une « mauvaise dette » qui reporte sur les générations futures le coût des frais de fonctionnement des administrations publiques et de dépenses de consommation trop importantes. De même, le rapport Pébereau sur la dette publique écrit que « depuis vingt-cinq ans, la plupart du temps (19 années sur 25), le déficit public (et donc la dette correspondante) n’a pas servi à financer de nouveaux éléments d’actifs mais d’autres dépenses : le renouvellement des équipements existants et des dépenses de fonctionnement courant ». C'est à ce titre que Gaston Jèze énonce, parmi les règles de l'endettement public, que l'emprunt doit être proscrit pour l'acquittement des dépenses ordinaires, de fonctionnement.
Le « transfert entre générations » peut aussi être contesté car, au 31 octobre 2020, selon l'agence France Trésor, la durée de vie moyenne de la dette négociable de l'État, 1 995 milliards €, était de 8 ans et 64 jours. Or, la durée moyenne d'une génération est de 25 ans. Jean-Marie Monnier considère donc que la dette publique ne repose pas sur les générations futures. Mais chaque fois que l'État rembourse un emprunt, il emprunte à nouveau un montant encore plus élevé, car son budget est déficitaire, si bien que la dette est reportée indéfiniment sur les générations suivantes. La courbe de la dette publique publiée par l'INSEE montre bien que la dette augmente d'année en année : il n'y a jamais de remboursement net.

### Appauvrissement du secteur public français
En 2019, la Cour des comptes a épinglé la vente d'actifs publics qui rapportaient des recettes récurrentes à la France (voir Privatisations en France), à l'instar des autoroutes. En 2021 l'Autorité de régulation des transports (l'ART) révéle le montant des bénéfices 2021 des Sociétés concessionnaires d'autoroutes en France : 3,9 milliards d’euros.
Il en est de même pour la française des jeux, et potentiellement pour les aéroports de Paris,.
En 2020, l'Insee relève que la valeur nette des secteurs institutionnels français est répartie comme suit : 13 440 Md€ pour les ménages ; 3 372 Md€ pour les sociétés non financières ; 682 Md€ pour les sociétés financières ; et, enfin, 189 Md€ pour les administrations publiques. En d'autres termes, la dette publique française a conduit à un appauvrissement des administrations publiques : entre 2000 et 2020, les ménages se sont enrichis par 2,5 fois la valeur du PIB constaté en 2000, les entreprises par 1,1 fois, les institutions financières par 0,1 fois, tandis que les administrations publiques s'appauvrissaient par 0,2 fois.

### Contribution négative à la position extérieure de la France
Les déficits budgétaires continus creusent la position extérieure de la France. En effet, environ 53 % de la dette publique française est détenue par des non-résidents en 2023[réf. nécessaire]. La même année, la Banque de France relève que la position extérieure de la France était négative de 793 milliards d'euros, les administrations publiques contribuant à hauteur de - 1 337 milliards d'euros.

### Perte de souveraineté
La perte de souveraineté qui serait issue de la nécessité pour la France de rémunérer les titres de dette publique détenus par des résidents étrangers a été soulignée par divers hommes politiques. Dans un discours du 22 janvier 2018, Emmanuel Macron dit qu'il est nécessaire de « non pas parce qu'il s'agirait d'une finalité en soi, parce que c'est à la fois un devoir sur le plan de la justice intergénérationnelle, et la condition même de notre souveraineté véritable, de notre capacité à continuer à proposer au pays une voie et de pouvoir le dessiner nous-mêmes, pour nous-mêmes et par nous-mêmes ».

### Creusement des inégalités
Gaston Jèze soulignait que l'emprunt avait un effet sur la répartition de la richesse, en ce qu'il favorise les classes riches au détriment des classes pauvres, ces premières détenant plus de titres financiers, et ces seconds payant une part importante des impôts servant à rémunérer ces titres.
Toutefois, selon Pierre-Yves Cusset, « à la lecture des diverses études disponibles, il ressort que le diagnostic sur les effets redistributifs de la dette est difficile à rendre. La dette ne semble pas avoir d’effet redistributif évident en elle-même. Ce qui compte, du point de vue de la redistribution, n’est pas tant l’existence ou non d’une dette ou son montant, mais la nature des dépenses qu’elles financent et la façon dont la charge des intérêts est répartie sur la population. Si la dette finance des économies d’impôts dont bénéficient en priorité les ménages les plus aisés, elle est fortement anti-redistributive. Si au contraire elle finance des transferts vers les plus pauvres et que la charge des intérêts s’adosse à un système fiscal très progressif, elle ne l’est pas. Encore faudrait-il être capable d’imputer la dette à des dépenses particulières, ce qui n’a rien d’aisé ».

## Questions techniques sur la comptabilisation

### Pertinence de l'indicateur de dette publique rapportée au PIB
La pertinence de l'évaluation du poids de la dette publique en la rapportant au PIB annuel est remise en question par certains économistes. Dans La dette publique (2021), les Économistes atterrés soulignent que si la dette publique est un stock, la croissance du PIB est un flux. S'ils ne considèrent pas l'indicateur comme non pertinent, ils soutiennent que « ce n'est pas nécessairement l'indicateur le plus pertinent pour mesurer le poids de la dette publique ».
Par conséquent, une référence aux recettes effectives traduit mieux, à la fois le volume de l'assiette taxable (qui ne se limite pas à la production) et la capacité de la personne publique à effectivement la taxer. C'est pourquoi le conseil de normalisation internationale des comptes publics propose une référence de la dette nette aux recettes publiques dans le guide no 1 des pratiques recommandées intitulé « Reporting sur la soutenabilité financière à long terme des entités publiques ». Dans le même sens, en France même, l'article R. 2313-1 du code général des collectivités territoriales retient un 11e ratio financier qui est intitulé : « Encours de dette/recettes réelles de fonctionnement ».

### Problèmes liés à la comptabilisation de la dette publique
Les règles relatives à la comptabilité budgétaire de la dette sont différentes selon qu'on parle de l'État (et des organismes divers d'administration centrale), des administrations publiques locales, ou de la Sécurité sociale :
- l'État : considère les intérêts de ses emprunts comme des opérations budgétaires, mais pas les souscriptions et remboursements en capital des emprunts, qui sont considérés comme des opérations de trésorerie et sont retracés dans la loi de finances à l'article d'équilibre. Ainsi, l'article 50 II de la loi de finances initiale pour 2017[205] prévoyait des souscriptions d'emprunts nouveaux pour un montant de 185 milliards d'€ et des remboursements d'emprunts pour 115,3 milliards d'€. Ces opérations participent de l'équilibre financier et non de l'équilibre budgétaire.
- Les administrations publiques locales : toutes les opérations relatives à la dette sont traitées comme des opérations budgétaires et participent de l'équilibre réel des budgets locaux que prescrit l'article L. 1612-4 du Code général des collectivités territoriales (CGCT).
- La Sécurité sociale : les opérations en capital pour décrire les souscriptions et les remboursements en capital sont traitées au niveau de la Caisse d'amortissement de la dette sociale (CADES)[206].

En comptabilité générale, le conseil  de normalisation des comptes publics a publié la norme 11 "Les dettes financières et les instruments financiers à terme" dans les recueils des normes comptables de l'Etat, pour les organismes de sécurité sociale, pour les entités publiques locales et pour les établissements publics.
En comptabilité nationale, la « dette des administrations publiques au sens de Maastricht » est, selon l'Institut national de la statistique et des études économiques, une dette brute, puisqu’on ne lui soustrait pas les actifs financiers que détiennent les administrations publiques. Elle est consolidée : sont donc exclus de la valeur de la dette les éléments de passif d’une administration détenus par une autre administration, tels que les dépôts que les autres administrations font auprès de l’État. La contribution à la dette de Maastricht d’un sous-secteur des administrations publiques correspond à dette de ce sous-secteur détenue par des unités figurant hors des administrations publiques. Ainsi, la somme des contributions à la dette des différents sous-secteurs est égale à la dette de Maastricht de l’ensemble des administrations publiques. Celle-ci est évaluée à sa valeur faciale, c’est-à-dire à sa valeur de remboursement. Ainsi, ni les intérêts courus non échus, ni les fluctuations du cours des titres ne sont compris dans l’évaluation des instruments. En revanche, la réévaluation de la valeur de remboursement des obligations indexées sur l’inflation (OATi, BTANi et Cadesi) est comptabilisée chaque trimestre. Enfin, la dette au sens de Maastricht ne comprend pas l’ensemble des passifs financiers. En sont exclus les produits financiers dérivés, les intérêts courus non échus ainsi que les autres comptes à payer. Il en résulte la formule suivante : Encours de dette au sens de Maastricht = passif AF.2 (numéraires et dépôts) + passif AF.3 (titres autres qu’actions) + passif AF.4 (prêts).
La définition européenne du besoin de financement par Eurostat ne correspond ni à celle du tableau de financement de l'État ni à celle du déficit de la section d'investissement pour une collectivité locale. En éliminant les transactions financières, la définition européenne contrevient au principe de non-compensation entre actifs et passifs. La méthode comptable utilisée présente l'inconvénient de masquer le recours à l'emprunt perpétuel pour financer leur besoin de financement. Seul apparaît le besoin de financement annuel. Il n'existe pas d'information sur les besoins de financement cumulés depuis l'origine. Cette omission empêche de relier la dette brute depuis l'origine à ses contreparties (investissement accroissant les actifs de l'entité publique, neutre entre les générations ; ou fonctionnement, c'est-à-dire un service rendu aux générations actuelles payé par les générations futures).

### Disparitions et sous-estimation de la dette publique
En avril 2008, un rapport thématique de la Cour des comptes (« Le réseau ferroviaire : une réforme inachevée, une stratégie incertaine ») critique les « artifices comptables et statistiques » pratiqués par l'État pour désendetter la SNCF en créant une nouvelle structure, Réseau ferré de France, afin de respecter plus facilement les critères de Maastricht. Ce rapport engage l'État à réintégrer environ 12 milliards d'euros de dette de RFF.
Les partenariats public-privé (PPP) peuvent faire financer par le privé, en contrepartie d'un loyer, la construction puis la gestion de bâtiments ou d'infrastructures. D'après le conseil national de l'ordre des architectes, les PPP sont utilisés de manière abusive. Ils contribuent à augmenter la dette, tout en n'apparaissant pas comme tels dans les comptes publics.
D'autres moyens de ces opérations sont parfois utilisés comme le versement de « soultes » par de grosses entreprises publiques (qui sont comptabilisées comme recette et donc réduisent la dette, en contrepartie l'État prend à sa charge les retraites des agents de ces entreprises, ce qui n'est pas comptabilisé comme une dette « au sens de Maastricht »). En particulier, la dette des ODAC a fortement augmenté entre 1994 et 2006. Ces opérations sont parfois refusées par la Commission européenne ou par Eurostat ; ainsi, en 2007, l'État a été obligé de recomptabiliser dans la dette publique une somme de 8 milliards d'euros, issue de la SNCF et qui avait été transférée à un organisme ad hoc.

## Solutions

### Historique
Dans sa somme Une histoire de la dette publique en France (2017), l'historien de l'économie Michel Lutfalla remarque que la France n'a que rarement réussi à rembourser intégralement sa dette. Historiquement, « fort de son monopole de la contrainte, [elle] a presque toujours fini par maltraiter ses créanciers - qui deviendront ceux que nous appellerons désormais les rentiers. Dans la très longue durée, ces derniers ont régulièrement été spoliés ou si l'on préfère, euthanasies, soit par un choix politique, la banqueroute, soit de façon généralement moins délibérée, mais non moins efficace, par un dérèglement chronique, l'inflation ».

### Réduction des dépenses du secteur public local
Le rôle des collectivités territoriales est souvent mis en avant dans la dynamique d'un désendettement public. Les collectivités territoriales sont soumises, sous peine de passage sous la tutelle budgétaire de l’État, à une double interdiction : d’emprunter pour financer la section de fonctionnement, réservant ainsi l’emprunt au seul financement des dépenses d’investissement, et d’emprunter pour rembourser le capital des emprunts venant à échéance,.
Ces règles anciennes ont été imposées par un État méfiant et craignant des dérapages financiers avec la décentralisation. La Cour des comptes valide rétrospectivement ce constat dans son rapport de 2023 sur l'état des finances locales, remarquant que la hausse des dépenses publiques depuis les années 1980 a été tiré en partie par la dynamique de la dépense locale qui ne s'explique qu'à 40 % environ par le transfert de compétences.
Dans le secteur public local, l'apurement des déficits importants prévu par l'article L. 1612-14 du code général des collectivités locales conduit les chambres régionales des comptes à proposer un « budget minimum » de redressement qui implique la réduction prioritaire des dépenses locales.
En 2023, les dépenses locales dans l’ensemble des dépenses publiques pèsent 17,8 % du total, soit 9,9 % du PIB. Dans l'objectif d'une réduction des déficits publics, la Cour des comptes propose en particulier dans un rapport publié le 2 octobre 2024, une « réduction de 100 000 emplois » territoriaux en six ans (sur environ 2 millions d'agents qui ne sont pas tous fonctionnaires territoriaux).

### Proposition de règle d'or constitutionnelle
Le rapport corédigé par Michel Camdessus (juin 2010) propose la mise en place d'une législation contraignante qui assure un frein à l'endettement public. Par conséquent, un projet de loi constitutionnelle relatif à l’équilibre des finances publiques est adopté le 13 juillet 2011, mais n'a pas encore été présenté au Congrès du Parlement.

L’article principal du projet de loi disposait : 

« Les lois-cadres d’équilibre des finances publiques déterminent, pour au moins trois années, les orientations pluriannuelles, les normes d’évolution et les règles de gestion des finances publiques, en vue d’assurer l’équilibre des comptes des administrations publiques. Elles fixent, pour chaque année, un plafond de dépenses et un minimum de mesures nouvelles afférentes aux recettes qui s’imposent globalement aux lois de finances et aux lois de financement de la sécurité sociale. Elles ne peuvent être modifiées en cours d’exécution que dans les conditions prévues par une loi organique. »

Plusieurs députés et sénateurs ont qualifié de « règle d'or » ce projet gouvernemental d'inscrire dans la Constitution des règles prévoyant un retour progressif à l'équilibre budgétaire, en référence aux diverses règles d’or budgétaires adoptées par plusieurs pays concernant l’équilibre entre recettes et dépenses publiques (courantes et/ou d'investissement) et/ou entre celles-ci et les variations de la dette publique. Le terme n’apparaît pas dans le texte, et a été utilisé diversement par les analystes et journalistes, certains l’interprétant même – à tort – comme une « interdiction » des déficits publics.

### Pacte budgétaire de l'Union européenne
Le Pacte budgétaire européen renforce la règle d’équilibre structurel, ou règle d’or, du pacte de stabilité et de croissance (PSC) en ce que l’objectif à moyen terme (OMT) doit être un solde structurel supérieur à -0,5 % du PIB (-1 % dans le PSC). Si la dette publique est « sensiblement inférieure » à 60 % du PIB et ne pose pas de problème de soutenabilité, l’OMT peut toutefois être fixé à -1 % du PIB. Entre 1997 et 2017, la France n'a jamais respecté le déficit structurel de 0,5 % : il n'a jamais été inférieur à 1,9 % du PIB.

### Meilleurs suivis et évaluations
Aujourd'hui, la Cour des comptes a pour mission principale de s'assurer du bon emploi de l'argent public et d'en informer les citoyens. Elle joue un rôle d'assistance du Parlement comme du gouvernement en vertu de l'article 47-2 de la Constitution. Toutefois, le Conseil d'État (2020) identifie des progrès possibles dans la conduite des évaluations, permis notamment par les avancées remarquables de l’open data et de l’accès sécurisé aux données. Si plus de 2 600 évaluations ont été réalisées entre 2007 et 2017, l’étude observe qu’elles souffrent de faiblesses récurrentes et ne sont pas encore véritablement un outil de débat et de décision en France.
L’étude identifie également différentes faiblesses récurrentes dans les évaluations des politiques publiques menées avant 2023 : l’anticipation et les moyens sont parfois insuffisants, la méthodologie suivie ne permet pas toujours d’assurer la validité des diagnostics. Le Conseil d’État regrette en outre que certains domaines de l’action publique restent peu évalués (justice et sécurité notamment) tout comme certaines grandes réformes ou mesures emblématiques.

### Diminution des pensions de retraites et des allocations chômage
En juin 2025, un rapport d'économistes (François Langot, Jocelyn Maillard, Selma Malmberg, Fabien Tripier et Jean-Olivier Hairault) de l'Institut des politiques macroéconomiques et internationales (i-MIP), un organe de recherche né du partenariat entre l'Ecole d'économie de Paris (PSE) et le Cepremap, recommande de réduire le déficit public et la dette publique de la France via une baisse de la dépense publique par un plan d'économies axé sur les pensions de retraites et les allocations chômage. Cela permettrait de réduire durablement la dette publique de la France. Selon ce rapport, baisser les transferts d'assurance (retraite, chômage…) stimule aussi la croissance tout en étant moins défavorable aux inégalités socio-économiques. Pour réaliser l'intégralité des 485 milliards d'euros d'économies sur cinq ans en frappant uniquement les retraités et les chômeurs, l'étude montre qu'il faudrait non seulement geler les pensions (83 milliards d'euros en cumul sur cinq ans), mais aussi passer l'âge légal de départ à 67 ans (68 milliards), supprimer l'abattement dit "de 10 %"(plafonné en 2025 à 4 399 euros par foyer fiscal pour les revenus de l’année précédente) et relever la CSG sur les retraites (45 milliards), raboter le dispositif des carrières longues (25 milliards), supprimer les pensions de réversion élevées (74 milliards) et certains avantages familiaux (45 milliards), remplacer les allocations chômage par un forfait de 700 euros par mois pendant 10 mois (49 milliards), supprimer les ruptures conventionnelles (23 milliards) et ne plus verser le chômage après une rupture volontaire (21 milliards),.

### Répudiation de dette, défaut, abandon de créances
La répudiation de dette et le défaut consistent, pour la puissance publique, à ne pas reconnaître comme sienne une dette, ou de refuser de la payer. Le dernier défaut français est intervenu en 1797.
Une autre solution est l'abandon de créances de la part des prêteurs. Une entente peut être signée entre pays créanciers et débiteurs, ou entre créanciers mutuellement, comme les accords qui sont intervenus à propos de la crise grecque de l'été 2011. Signé le 27 février 1953, l'accord de Londres a permis à la République fédérale d'Allemagne d'effacer la moitié de sa dette, un cas rare en Europe au XXe siècle.
Certains économistes, dont Thomas Piketty, et des personnalités politiques, comme Arnaud Montebourg ou Jean-Luc Mélenchon, préconisaient en 2021 l'annulation de la « dette Covid », due à un choc économique exceptionnel, ce qui offrirait aux États, dont la France, les marges de manœuvre nécessaires pour préparer l’avenir, d'autres s'en inquiètent comme d'un saut vers l'inconnu.

### Fonds d'amortissement de la dette et cantonnement
David Ricardo envisageait la création d'un fonds d'amortissement à partir des excédents de recettes sur les dépenses, en exécution budgétaire. Depuis 2014, en Allemagne, les excédents budgétaires permettent de réduire l'encours de la dette publique. Cette méthode est déjà utilisée par la France dans le cadre de la dette sociale.
Le 24 février 2021, le Haut commissariat s'inquiète de la dette contractée par l’État pour faire face à la pandémie de Covid-19. Il propose de cantonner cette dette, d'en différer le remboursement d’une décennie, et sur longue duree pour faire face aux dépenses urgentes et relancer l'économie
Le cantonnement de la dette publique covid a été évoqué pour la traiter de façon séparée et mettre en place
une taxe ou un impôt spécifique pour son remboursement. Ce mécanisme permettrait de pouvoir identifier de façon claire et transparente le surcoût occasionné par la crise.

### Réduction des dépenses publiques
Les trois quarts de l'écart par rapport à la moyenne européenne des dépenses publiques sont imputables au choix d’un système de retraites par répartition socialisé.
François Ecalle, ancien haut fonctionnaire et membre du Haut Conseil des finances publiques, émet en 2017 des propositions pour réduire les dépenses publiques de 8 points de PIB et afin de rapprocher le niveau de dépenses du niveau européen. Il suggère ainsi de relever de trois ans l'âge minimal du départ à la retraite et en revalorisant les pensions d'1 point de moins que l'inflation pendant 5 ans (réduction d'1,5 point de PIB), réduction des remboursements de soins d'1,5 point de PIB, diminution des dépenses de protection de l'environnement sous la moyenne européenne (gain de 0,5 point de PIB), réduction des dépenses de logement de 0,7 point de PIB, meilleur ciblage des dépenses en faveur des familles et des chômeurs (gain de 0,8 point), réduction des subventions aux entreprises d'1 point de PIB. Une étude plus récente du FMI démontre que la baisse des dépenses est moins néfaste à la croissance que la hausse des impôts.
Jacques de Larosière estime en 2024 que pour économiser 200 milliards d'euros en dix ans, la solution passe notamment par une réduction de la fonction publique dans la mesure où, comparativement à l'Allemagne, la France est suradministrée.

### Monétisation de la dette
La monétisation de la dette : la Banque Centrale Européenne détiendrait 12 % de la dette publique française en 2016 ; la monétisation revient à faire fonctionner la « planche à billets » ; le débat sur la monétisation de la dette a été relancé depuis octobre 2011 ; en effet l'écart (spread) entre les taux des obligations françaises et allemandes a augmenté de près de 0,5 % depuis cette date ; cette augmentation résulte en partie de la spéculation sur les taux des obligations européennes,. Lord Adair Turner ancien président de l'autorité des marchés financiers britannique recommande « qu'au lieu de faciliter temporairement les déficits, les banques centrales devraient les financer de façon permanente en monétisant la dette des États. En clair, en faisant marcher la planche à billets ». Il serait souhaitable que l'auteur explique comment monétiser une dette publique mondiale de 54 000 milliards de dollars au 1er trimestre 2014 alors que les rachats de dettes publiques atteignent moins de 6 000 milliards de dollars depuis 2011 dans le monde entier.
L'argument de la monétisation de la dette se fonde sur l'observation de la détention déjà massive, de la part des banques centrales, de titres de dette publique. Vivien Levy-Garboua et Gérard Maarek (2018) soulignent que la Fed détient plusieurs milliers de milliards de dollars de bons du Trésor, au même titre que la BCE ou encore la Banque du Japon.

### Imposition des hauts patrimoines
Selon Thomas Piketty, les pays occidentaux dont la France ont « accumulé des dettes publiques, tout en mettant en vente une part croissante de leurs actifs publics, si bien que les premières ont fini par dépasser légèrement les seconds ». Il propose comme solution possible, déjà pratiquée au sortir de la Seconde Guerre mondiale, une imposition des hauts patrimoines privés qui permettrait de réduire rapidement la dette publique, ce qui redonnerait des marges de manœuvres à la puissance publique pour mener la politique de son choix et reconstituer un patrimoine net public positif mais minoritaire du capital national.
En réponse au constat que les grandes fortunes paient proportionnellement moins d'impôts que les classes moyennes, la taxe Zucman entend instaurer un impôt minimum de 2 % sur les patrimoines supérieurs à 100 M€, en corrigeant la régressivité fiscale. Selon Gabriel Zucman, cette taxe pourrait générer jusqu’à 20 milliards d'euros de recette fiscale en France,. En France, elle concernerait moins de 1 800 personnes.
Cependant, l'idée selon laquelle les riches en France paient moins d’impôts que le reste des Français est contestée par certains économistes comme Sylvain Catherine (Wharton), Gilles Raveaud (Université Paris 8) et Antoine Lévy, professeur d'économie à Université de Californie à Berkeley, qui affirme : « ce raisonnement, qui consiste à démontrer que les milliardaires paieraient deux fois moins d’impôts que les classes populaires et moyennes, est simplement erroné » car il calcule un taux d'imposition sur la base d'un revenu primaire hors transferts sociaux (allocations, sécurité sociale, etc.) ce qui biaise et fausse par construction le taux d'imposition calculé en surestimant celui des classes moyennes et populaires et sous-estimant celui des riches.
Sept lauréats du prix de la Banque de Suède en sciences économiques en mémoire d'Alfred Nobel (appelé de manière impropre prix Nobel d’économie) en soutien à la «taxe Zucman», estiment dans une tribune au journal Le Monde que créer un impôt plancher sur les patrimoines des milliardaires devrait être une priorité : Daron Acemoglu Prix Nobel d’économie 2024, George Akerlof Prix Nobel d’économie 2001, Abhijit Banerjee, Prix Nobel d’économie 2019, Esther Duflo, Prix Nobel d’économie 2019, Simon Johnson
Prix Nobel d’économie 2024, Paul Krugman, Prix Nobel d’économie 2008, Joseph Stiglitz Prix Nobel d’économie 2001. Ils signalent que « Les milliardaires mondiaux possèdent en patrimoine l’équivalent de 14 % du PIB de la planète, d’après le magazine Forbes; les Français près de 30 % du PIB hexagonal »,,.

### Inflation
Thomas Piketty souligne le rôle que l'inflation a joué à l'issue de la Seconde Guerre mondiale dans la réduction rapide des niveaux de dette publique : « En France l'inflation dépasse 50 % par an pendant quatre années consécutives, de 1945 à 1948. La dette publique est détruite, aussi sûrement qu'une usine par un bombardement »,.
Selon François Ecalle, en général, l’inflation permet de réduire le rapport de la dette publique sur le PIB. En contrepartie, elle réduit la compétitivité de l’économie, elle entraîne une baisse des exportations et une hausse des importations. En accroissant l’incertitude, elle freine l’investissement et l’emploi et aggrave les inégalités.